# بلدية هيلسينجبورج
بلدية هيلسينجبورج ( Helsingborgs kommun ) هي بلدية في مقاطعة سكانيا في السويد. يوجد مقرها في مدينة هيلسينجبورج، وهي ثامن أكبر مدينة في السويد. بلغ عدد سكان البلدية 147.734 نسمة في 1 يناير 2019، ويبلغ عدد مستخدمي المترو حوالي 320.000 نسمة.
كُتب اسم المدينة رسميًا هالسينجبورج (يشبه إلى حد ما منطقة هالسنجلاند ولكن على عكس الدنماركية المجاورة هيلسينجور والعاصمة الفنلندية هيلسينغفورز (هلسنكي)) بين عامي 1912 و 1971. ثم غُيرت التهجئة إلى النسخة القديمة عندما أُنشأت البلدية الحالية في عام 1971 من خلال دمج مدينة هالسينجبورج مع أربع بلديات ريفية محيطة بها. منذ تسعينيات القرن الماضي، قامت البلدية مرة أخرى بتصميم ملعب Helsingborgs ( بلدة Helsingborg ). هذا الاستخدام اسمي فقط وليس له أي تأثير على وضع البلدية.

## المحليات
هناك 16 منطقة حضرية البلدية اعتبارا من عام 2018.

## معرض

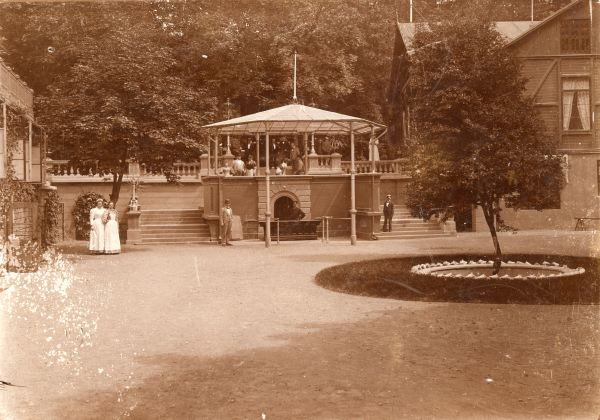
سوفياكالان، هيلسينجبورج
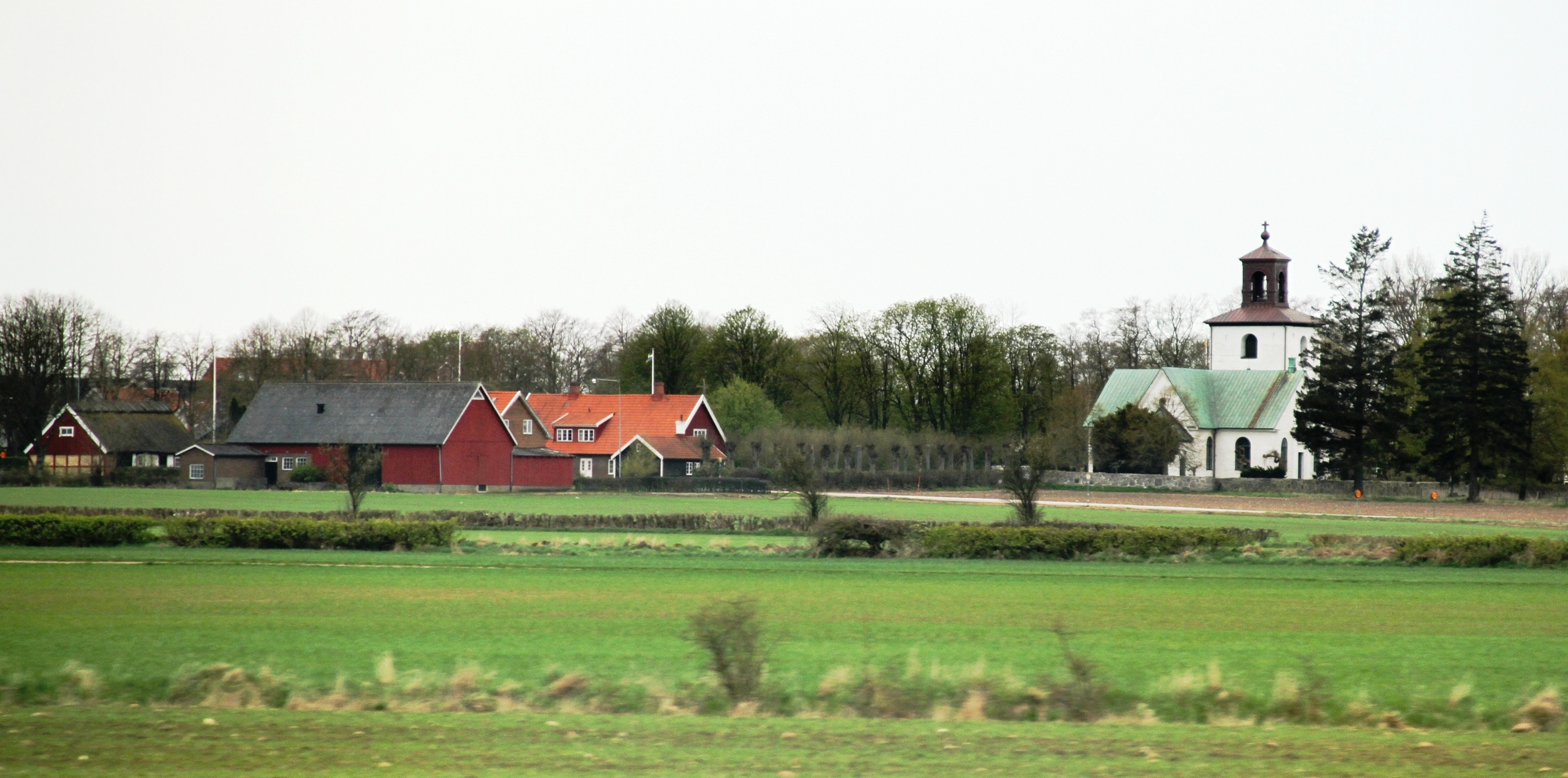
بلدية هيلسينجبورج فلنينج

## المناطق
ينقسم التقسيم الإداري لمدينة هيلسينجبورج إلى 17 مقاطعة:
Allerum و Bårslöv و Filborna و Fjärestad و Fleninge و Frillestad و Helsingborgs Gustav Adolf و Helsingborgs Maria و Hässlunda و Kattarp و Kropp و Kvistofta و Mörarp و Ottarp و Raus و Välinge و Välluv.

## علاقات دولية

### المدن التوأم - المدن الشقيقة:
توأمت هيلسينجبورج مع:
- ألكسندريا (فرجينيا) الولايات المتحدة
- دوبروفنيك كرواتيا
- ليبايا لاتفيا
- بارنو استونيا